# اردوگاه پناهندگان دیرالبلح
اردوگاه پناهندگان دیرالبلح (عربی:مخیم دیرالبلح)؛ (به لاتین: Deir al-Balah Camp) یک منطقهٔ مسکونی در دولت فلسطین است. اردوگاه پناهندگان فلسطینی در استان دیرالبلح واقع در جنوب نوار غزه است و در یک کیلومتری شمال غربی مرکز شهر دیرالبلح قرار دارد.

## موقعیت
این اردوگاه شامل ساختمانهای بتونی است که هشت مدرسه، یک خیاطخانه و سایر خدمات مربوط به شهرداری را در بر می‌گیرد. این کوچکترین اردوگاه پناهندگان در نوار غزه به‌شمار می‌رود. اردوگاه پناهندگان دیرالبلح در مساحتی برابر با ۰٫۱۶ کیلومتر مربع (۱۶ هکتار یا ۳۹ جریب فرنگی معادل (۱۶۰٬۰۰۰ متر مربع) ساخته شده‌است).

## جمعیت
طبق گزارش اداره مرکز آمار فلسطین در سال ۲۰۰۶، جمعیت اردوگاه به ۱۲۰۰۴ نفر رسیده‌است.
بنا به گزارش آژانس امداد و اقدام سازمان ملل متحد برای آوارگان فلسطینی در خاور نزدیک UNRWA در ماه مارس۲۰۰۵، جمعیت ثبت نام شده این اردوگاه ۱۹٫۵۳۴ نفر بوده‌است.

## تاریخچه
این اردوگاه با ۹۰۰۰ تن از پناهندگان فلسطینی که در زیر چادر زندگی می‌کردند و از روستاها و شهرهای مرکزی و جنوبی به نوار غزه آمدند تحت قیمومیت بریتانیا بر فلسطین احداث شد و در اوایل دهه ۱۹۶۰ ساختمان‌های آن را که آجری بود با ساختار بلوک و سیمان عوض کردند.
در اواخر ۱۹۹۷ حکومت خودگردان فلسطین ساختمانهای متعددی از اردوگاه پناهندگان دیرالبلح را تخریب کرد تا بتواند جاده اصلی ساحلی بین شهر و دریای مدیترانه را گسترش دهد در نتیجه به چندین خانواده که ساختمان‌های خود را از دست داده بودند برای جبران خسارت به منظور ساخت خانه‌های جدید کمک کرد.
به دلیل این که در ابتدا اردوگاه فاقد سیستم فاضلاب بود در سال ۱۹۹۸ تحت مدیریت آژانس امداد و اقدام سازمان ملل متحد برای آوارگان فلسطینی در خاور نزدیک UNRWA و کمک ژاپن اردوگاه باز سازی شد و علاوه بر سیستم فاضلاب هشت مدرسه شامل شش دبستان و دو دبیرستان ساخته شد که ۸۰۰۰ دانش آموز را پذیرا شد. اکثر ساکنان قبل از شروع انتفاضه دوم در اسرائیل به عنوان کارگر به کار اشتغال داشتند اما اکنون اقلیت ساکنان در مزارع کار می‌کنند.